# ولادیمیر نوووخاتکو
ولادیمیر نوووخاتکو (روسی: Владимир Новохатько؛ زادهٔ ۱۸ مارس ۱۹۴۱) کشتی‌گیر کشتی فرنگی اهل روسیه بود.
وی همچنین برندهٔ جوایزی همچون نشان برجسته افتخار شده‌است.
وی در مسابقات بین‌المللی در مجموع برندهٔ ۱ مدال طلا شده‌است.